# Ministre en chef de Khyber Pakhtunkhwa
Le ministre en chef ou Chief minister de Khyber Pakhtunkhwa est le chef du gouvernement provincial de la province de Khyber Pakhtunkhwa.

## Liste
| Ministre en chef                      | Début de mandat  | Fin de mandat    | Parti politique                       |
| ------------------------------------- | ---------------- | ---------------- | ------------------------------------- |
| Abdul Qayyum Khan                     | 23 août 1947     | 23 avril 1953    | Ligue musulmane                       |
| Sardar Abdur Rashid Khan              | 23 avril 1953    | 18 juillet 1955  | Ligue musulmane                       |
| Sardar Bahadur Khan (en)              | 19 juillet 1955  | 14 octobre 1955  | Ligue musulmane                       |
| Province abolie (Pakistan occidental) | 14 octobre 1955  | 30 juin 1970     |                                       |
| Loi martiale                          | 1er juillet 1970 | 1er mai 1972     |                                       |
| Mufti Mahmud (en)                     | 1er mai 1972     | 12 février 1973  | Jamiat Ulema-e-Islam                  |
| Sardar Inayatullah Khan Gandapur (en) | 29 avril 1973    | 16 février 1975  | Parti du peuple pakistanais           |
| Poste vacant                          | 16 février 1975  | 3 mai 1975       |                                       |
| Nasrullah Khan Khattak                | 3 mai 1975       | 9 avril 1977     | Parti du peuple pakistanais           |
| Muhammad Iqbal Khan Jadoon (en)       | 9 avril 1977     | 5 juillet 1977   | Parti du peuple pakistanais           |
| Loi martiale                          | 5 juillet 1977   | 7 avril 1985     |                                       |
| Arbab Jehangir Khan (en)              | 7 avril 1985     | 31 mai 1988      | Parti du peuple pakistanais           |
| Lt Gen (r) Fazle Haq (en)             | 31 mai 1988      | 2 décembre 1988  |                                       |
| Aftab Ahmad Sherpao (1er)             | 2 décembre 1988  | 7 août 1990      | Parti du peuple pakistanais           |
| Mir Afzal Khan (en)                   | 7 août 1990      | 20 juillet 1993  | Alliance démocratique islamique       |
| Mufti Muhammad Abbas (en)             | 20 juillet 1993  | 20 octobre 1993  |                                       |
| Pir Sabir Shah (en)                   | 20 octobre 1993  | 25 février 1994  | Ligue musulmane du Pakistan (N)       |
| Poste vacant                          | 25 février 1994  | 24 avril 1994    |                                       |
| Aftab Ahmad Sherpao (2e)              | 24 avril 1994    | 12 novembre 1996 | Parti du peuple pakistanais           |
| Raja Sikander Zaman (en)              | 12 novembre 1996 | 21 février 1997  |                                       |
| Mehtab Ahmed Khan Abbasi              | 21 février 1997  | 12 octobre 1999  | Ligue musulmane du Pakistan (N)       |
| Loi martiale                          | 12 octobre 1999  | 30 novembre 2002 |                                       |
| Akram Khan Durrani (en)               | 30 novembre 2002 | 11 octobre 2007  | Muttahida Majlis-e-Amal               |
| Shamsul Mulk (en)                     | 11 octobre 2007  | 30 mars 2008     |                                       |
| Ameer Haider Khan Hoti                | 31 mars 2008     | 20 mars 2013     | Parti national Awami                  |
| Tariq Pervez Khan (en)                | 20 mars 2013     | 31 mai 2013      |                                       |
| Pervez Khattak                        | 31 mai 2013      | 6 juin 2018      | Mouvement du Pakistan pour la justice |
| Dost Mohammad Khan                    | 6 juin 2018      | 17 août 2018     |                                       |
| Mahmood Khan                          | 17 août 2018     | 21 janvier 2023  | Mouvement du Pakistan pour la justice |
| Muhammad Azam Khan                    | 21 janvier 2023  | 11 novembre 2023 |                                       |
| Arshad Hussain Shah (en)              | 12 novembre 2023 | 2 mars 2024      |                                       |
| Ali Amin Gandapur                     | 2 mars 2024      | en fonction      | Mouvement du Pakistan pour la justice |